# Liste der Deutschen Meister im Einer-Kunstradfahren
Dies ist eine Übersicht über alle deutschen Meister im Einer-Kunstradfahren:

## Bundesrepublik Deutschland
| Jahr | Ort                   | Gold Männer                           | Silber Männer                            | Bronze Männer                              | Gold Frauen                              | Silber Frauen                                | Bronze Frauen                                 |             |
| ---- | --------------------- | ------------------------------------- | ---------------------------------------- | ------------------------------------------ | ---------------------------------------- | -------------------------------------------- | --------------------------------------------- | ----------- |
| 1921 | …                     | W. Gutschmidt (Caputh)                | …                                        | …                                          | …                                        | …                                            | …                                             |             |
| 1922 | …                     | W. Gutschmidt (Caputh)                | …                                        | …                                          | …                                        | …                                            | …                                             |             |
| 1923 |                       | G.Reichert (Nürnberg)                 | …                                        | …                                          | …                                        | …                                            | …                                             |             |
| 1924 |                       | W. Gutschmidt (Caputh)                | …                                        | …                                          | …                                        | …                                            | …                                             |             |
| 1925 |                       | W. Gutschmidt (Caputh)                | …                                        | …                                          | …                                        | …                                            | …                                             |             |
| 1926 | Stettin               | G.Reichert (Nürnberg)                 | …                                        | …                                          | …                                        | …                                            | …                                             |             |
| 1927 | Köln                  | W. Gutschmidt (Caputh)                | …                                        | …                                          | …                                        | …                                            | …                                             |             |
| 1928 | Nürnberg              | G. Heidenreich (Breslau)              | …                                        | …                                          | …                                        | …                                            | …                                             |             |
| 1929 | …                     | G. Heidenreich (Breslau)              | …                                        | …                                          | …                                        | …                                            | …                                             |             |
| 1930 | Halle                 | G. Heidenreich (Breslau)              | …                                        | …                                          | …                                        | …                                            | …                                             |             |
| 1931 | …                     | Seifert (Görlitz)                     | …                                        | …                                          | …                                        | …                                            | …                                             |             |
| 1932 | …                     | G. Heidenreich (Breslau)              | …                                        | …                                          | …                                        | …                                            | …                                             |             |
| 1933 | …                     | H. Compes (Mön.)                      | …                                        | …                                          | …                                        | …                                            | …                                             |             |
| 1934 | …                     | G. Heidenreich (Breslau)              | …                                        | …                                          | …                                        | …                                            | …                                             |             |
| 1935 | Erfurt                | H. Compes (Mön.)                      | …                                        | …                                          | …                                        | …                                            | …                                             |             |
| 1936 | Bonn                  | H. Compes (Mön.)                      | …                                        | …                                          | …                                        | …                                            | …                                             |             |
| 1937 | Berlin                | H. Compes (Mön.)                      | …                                        | …                                          | …                                        | …                                            | …                                             |             |
| 1938 | …                     | M. Frey (Chemnitz)                    | …                                        | …                                          | …                                        | …                                            | …                                             |             |
| 1939 | …                     | H. Compes (Mön.)                      | …                                        | …                                          | …                                        | …                                            | …                                             |             |
| 1940 | …                     | M. Frey (Chemnitz)                    | …                                        | …                                          | …                                        | …                                            | …                                             |             |
| 1941 | …                     | K. Heincke (Neueibach)                | …                                        | …                                          | …                                        | …                                            | …                                             |             |
| 1942 | …                     | K. Heincke (Neueibach)                | …                                        | …                                          | E. Weber (Darmstadt)                     | …                                            | …                                             |             |
| 1943 | …                     | K. Heincke (Neueibach)                | …                                        | …                                          | E. Weber (Darmstadt)                     | …                                            | …                                             |             |
| 1944 | ausgefallen           | ausgefallen                           | ausgefallen                              | ausgefallen                                | ausgefallen                              | ausgefallen                                  | ausgefallen                                   | ausgefallen |
| 1945 | ausgefallen           | ausgefallen                           | ausgefallen                              | ausgefallen                                | ausgefallen                              | ausgefallen                                  | ausgefallen                                   | ausgefallen |
| 1946 | ausgefallen           | ausgefallen                           | ausgefallen                              | ausgefallen                                | ausgefallen                              | ausgefallen                                  | ausgefallen                                   | ausgefallen |
| 1947 | …                     | E. Grommes (Bonn)                     | …                                        | …                                          | E. Weber (Darmstadt)                     | …                                            | …                                             |             |
| 1948 | …                     | E. Grommes (Bonn)                     | …                                        | …                                          | I. Hellmund (Bonn)                       | …                                            | …                                             |             |
| 1949 | …                     | E. Grommes (Bonn)                     | …                                        | …                                          | T. Neuhaus (Bonn)                        | …                                            | …                                             |             |
| 1950 | Mön.                  | H. Compes (Mön.)                      | …                                        | …                                          | A. Mevissen (Mön.)                       | …                                            | …                                             |             |
| 1951 | …                     | E. Grommes (Bonn)                     | …                                        | …                                          | M. Neues (Mön.)                          | …                                            | …                                             |             |
| 1952 | …                     | Heinz Pfeiffer (Schwenningen)         | …                                        | …                                          | M. Neues (Mön.)                          | …                                            | …                                             |             |
| 1953 | Krefeld               | E. Grommes (Bonn)                     | …                                        | …                                          | M. Neues (Mön.)                          | …                                            | …                                             |             |
| 1954 | …                     | E. Grommes (Bonn)                     | …                                        | …                                          | H. Nau (Fulda)                           | …                                            | …                                             |             |
| 1955 | …                     | E. Grommes (Bonn)                     | …                                        | …                                          | M. Neues (Mönchengladbach)               | …                                            | …                                             |             |
| 1956 | …                     | Heinz Pfeiffer (Schwenningen)         | …                                        | …                                          | M. Neues (Mön.)                          | …                                            | …                                             |             |
| 1957 | …                     | Heinz Pfeiffer (Schwenningen)         | …                                        | …                                          | Gisela Welters (Mön.-Ne.)                | …                                            | …                                             |             |
| 1958 | …                     | Heinz Pfeiffer (Schwenningen)         | …                                        | …                                          | Gisela Welters (Mön.-Ne.)                | …                                            | …                                             |             |
| 1959 | Hannover              | Heinz Pfeiffer (Schwenningen)         | …                                        | …                                          | E. Beneke (Br.-He.)                      | …                                            | …                                             |             |
| 1960 | …                     | H. Stapf (Würzburg)                   | …                                        | …                                          | Ursula Beckers (Krefeld)                 | …                                            | …                                             |             |
| 1961 | Karlsruhe             | H. Stapf (Würzburg)                   | …                                        | …                                          | Gisela Welters (Mön.-Ne.)                | Edith Manthey (Br.-He.)                      | Hannelore Spreen (Br.-He.)                    |             |
| 1962 | F. am M.              | H. Stapf (Würzburg)                   | …                                        | …                                          | Gisela Welters (Mön.-Ne.)                | Gerhild Bauer (Wörrstadt)                    | Edith Manthey (Br.-He.)                       |             |
| 1963 | Passau                | W. Eichin (Haagen)                    | …                                        | …                                          | Gerhild Bauer (Wörrstadt)                | Edith Manthey (Br.-He.)                      | Alwine Korn (Oberesslingen)                   |             |
| 1964 | Wiesbaden             | H. Thissen (Odenkirchen)              | …                                        | …                                          | Gerhild Bauer (Wörrstadt)                | Ursula Beckers (Krefeld)                     | Hildegard Hermens (Bocholt)                   |             |
| 1965 | Hannover              | H. Thissen (Odenkirchen)              | …                                        | …                                          | Gerhild Bauer (Wörrstadt)                | Edith Manthey (Br.-He.)                      | Ursula Beckers (Krefeld)                      |             |
| 1966 | Wuppertal             | H. Thissen (Odenkirchen)              | …                                        | …                                          | Gerhild Bauer (Wörrstadt)                | Hildegard Laigre (Mannheim)                  | Annemarie Flaig (Trossingen)                  |             |
| 1967 | Böblingen             | W. Eichin (Haagen)                    | …                                        | …                                          | Annemarie Flaig (Trossingen)             | Hildegard Laigre (Mannheim)                  | Ilka Bauer (Altbach)                          |             |
| 1968 | Andernach             | W. Eichin (Haagen)                    | …                                        | …                                          | Annemarie Flaig (Trossingen)             | Gerhild Bauer (Wörrstadt)                    | Hildegard Laigre (Mannheim)                   |             |
| 1969 | Saarbrücken           | Manfred Maute (Tailfingen)            | …                                        | Kurt Hunsänger (Elz)                       | Annemarie Flaig (Trossingen)             | Hildegard Laigre (Mannheim)                  | Elisabeth Binanzer (Bad S.)                   |             |
| 1970 | Wickrath              | Manfred Maute (Tailfingen)            | Kurt Hunsänger (Elz)                     | …                                          | Annemarie Flaig (Trossingen)             | Hildegard Laigre (Mannheim)                  | Heidi Hartnagel (Bechhofen)                   |             |
| 1971 | Augsburg              | Manfred Maute (Tailfingen)            | …                                        | Kurt Hunsänger (Elz)                       | Annemarie Flaig (Trossingen)             | Hildegard Laigre (Mannheim)                  | Heidi Hartnagel (Bechhofen)                   |             |
| 1972 | Off. am M.            | Manfred Maute (Tailfingen)            | …                                        | Kurt Hunsänger (Elz)                       | Annemarie Schlosser (Flaig) (Trossingen) | Elisabeth Binanzer (Bad S.)                  | Hildegard Laigre (Mannheim)                   |             |
| 1973 | Kassel                | G. Obert (Mannheim)                   | …                                        | Kurt Hunsänger (Elz)                       | Hildegard Laigre (Mannheim)              | Elisabeth Binanzer (Bad S.)                  | …                                             |             |
| 1974 | Bremen                | G. Obert (Mannheim)                   | Kurt Hunsänger (Elz)                     | …                                          | Elisabeth Binanzer (Bad S.)              | Edith Westhäuserer (Bad S.)                  | Gabi Höhler (Kriftel)                         |             |
| 1975 | Wolfsburg             | G. Obert (Mannheim)                   | …                                        | Kurt Hunsänger (Elz)                       | Gabi Höhler (Kriftel)                    | Gudrun Lorenz (Weimar (Hessen))              | Regine Jiskra (Hungen)                        |             |
| 1976 | Ulm                   | Kurt Hunsänger (Elz)                  | …                                        | …                                          | Gabi Höhler (Kriftel)                    | Heidi Kohl (Bechhofen)                       | Edith Westhäuserer (Bad S.)                   |             |
| 1977 | Passau                | …                                     | Kurt Hunsänger (Elz)                     | …                                          | …                                        | …                                            | …                                             |             |
| 1978 | Marburg               | …                                     | Kurt Hunsänger (Elz)                     | …                                          | …                                        | …                                            | …                                             |             |
| 1979 | Moers                 | …                                     | …                                        | …                                          | Regine Jiskra (Hungen)                   | Monika Hildmann (Schwalbach)                 | Gudrun Lorenz (Weimar (Hessen))               |             |
| 1980 | Lübbecke              | …                                     | …                                        | …                                          | Silke Jiskra (Hungen)                    | Regine Jiskra (Hungen)                       | Agathe Hipp (Füssen)                          |             |
| 1981 | Oberursel             | …                                     | …                                        | …                                          | Petra Bender (Hungen)                    | Silke Jiskra (Hungen)                        | Gudrun Regele (Lauffen)                       |             |
| 1982 | Crailsheim            | Franz Kratochvil (RV Nauheim)         | Gerhard Obert (HSC Mannheim)             | Jürgen Kessler (AC Weinheim)               | Petra Bender (Hungen)                    | Gudrun Regele (Lauffen)                      | Maria Beerlage (Stadtlohn)                    |             |
| 1983 | Moers                 | Jürgen Kessler (AC Weinheim)          | Hans-Patrik Berger (VfK Oberschleißheim) | Werner Dilfer (SV Erzhausen)               | Maria Beerlage (Stadtlohn)               | Ursula Pfaff (Kriftel)                       | Andrea Klein (Siegen)                         |             |
| 1984 | Herzogenrath          | Jürgen Kessler (AC Weinheim)          | Dietmar Ingelfinger (RSV Erlenbach)      | Kurt-Jürgen Daum (RSC Iggelheim)           | Susanne Glöckner (Baunatal)              | Gudrun Regele (Lauffen)                      | Kathrin Schaut (Lieme)                        |             |
| 1985 | Baunatal              | Harry Bodmer (RV Herrenzimmern)       | Jürgen Kessler (AC Weinheim)             | Dietmar Ingelfinger (RSV Erlenbach)        | Maria Beerlage (Stadtlohn)               | Gudrun Regele (Lauffen)                      | Susanne Glöckner (Baunatal)                   |             |
| 1986 | Forst                 | Dieter Maute (RSV Tailfingen)         | Kurt-Jürgen Daum (RSC Iggelheim)         | Harry Bodmer (RV Herrenzimmern)            | Heike Marklein (Dietesheim)              | Iris Kurz (Bonlanden)                        | Heike Markmann (Knetterheide)                 |             |
| 1987 | Crailsheim            | Harry Bodmer (RV Herrenzimmern)       | Dietmar Ingelfinger (RSV Erlenbach)      | Dieter Maute (RSV Tailfingen)              | Heike Marklein (Dietesheim)              | Claudia Bee (Niederstotzingen)               | Iris Kurz (Bonlanden)                         |             |
| 1988 | Bad S.                | Dieter Maute (RSV Tailfingen)         | Dietmar Ingelfinger (RSV Erlenbach)      | Harry Bodmer (RV Herrenzimmern)            | Heike Marklein (Dietesheim)              | Iris Kurz (Bonlanden)                        | Claudia Bee (Niederstotzingen)                |             |
| 1989 | Denzlingen            | Harry Bodmer (RV Herrenzimmern)       | Dietmar Ingelfinger (RSV Erlenbach)      | Kurt-Jürgen Daum (RSC Iggelheim)           | Heike Marklein (Dietesheim)              | Iris Kurz (Bonlanden)                        | Claudia Dreher-Bee (Soden)                    |             |
| 1990 | Schau. (Hoof)         | Harry Bodmer (RV Herrenzimmern)       | Dieter Maute (RSV Tailfingen)            | Dietmar Ingelfinger (RSV Erlenbach)        | Claudia Dreher-Bee (Soden)               | Monika Latz (Orscholz)                       | Heike Marklein (Dietesheim)                   |             |
| 1991 | Trier                 | Joachim Wesner (RV Erlenbach)         | Harry Bodmer (RV Herrenzimmern)          | Holger Eipper (RV Öschelbronn)             | Andrea Barth (RSV W.)                    | Iris Kurz (RV Bonlanden)                     | Kathrin Schraut (RSV Lieme)                   |             |
| 1992 | Will.-Sch.            | Dieter Maute (RSV Tailfingen)         | Harry Bodmer (RV Herrenzimmern)          | Dietmar Ingelfinger (RSV Erlenbach)        | Andrea Barth (RSV W.)                    | Iris Kurz (RV Bonlanden)                     | Sabine Hasenkopf (RV Bonlanden)               |             |
| 1993 | Moers                 | Dieter Maute (RSV Tailfingen)         | Thomas Rank (RSV Erlenbach)              | Joachim Wesner (RV Erlenbach/Main)         | Sonja Bissinger (RV S. N.)               | Andrea Barth (RSV W.)                        | Iris Kurz (RV Bonlanden)                      |             |
| 1994 | Gärtringen            | Dieter Maute (RSV Tailfingen)         | Jens Schmitt (RV Klein-Winternheim)      | Joachim Wesner (RV Erlenbach/Main)         | Andrea Barth (RSV W.)                    | Iris Kurz (RV Bonlanden)                     | Sonja Bissinger (RV S. N.)                    |             |
| 1995 | Hamburg               | Dieter Maute (RSV Tailfingen)         | Jens Schmitt (RV Klein-Winternheim)      | Joachim Wesner (RV Erlenbach/Main)         | Sonja Bissinger (RV S. N.)               | Andrea Barth (RSV Wendlingen)                | Monika Latz (Orscholz)                        |             |
| 1996 | Karlsruhe             | Jens Schmitt (Klein-Winternheim)      | Joachim Wesner (RV Erlenbach/Main)       | Matthias Letsch (RSV Tailfingen)           | Andrea Barth (RSV Wendlingen)            | Sandra Schlosser (RV G.)                     | Tanja Markmann (RSV W. H.)                    |             |
| 1997 | Moers                 | Martin Rominger (RSV Tailfingen)      | Jens Schmitt (Klein-Winternheim)         | Joachim Wesner (Erlenbach)                 | Sandra Schlosser (RV Gärtringen)         | Sonja Bissinger (RV S. N.)                   | Tanja Markmann (RSV W. H.)                    |             |
| 1998 | Koblenz               | Martin Rominger (RSV Tailfingen)      | Jens Schmitt (Klein-Winternheim)         | Matthias Letsch (RSV Tailfingen)           | Sandra Schlosser (RV Gärtringen)         | Sonja Bissinger (RV S. N.)                   | Astrid Ruckaberle (RV W. im S.)               |             |
| 1999 | Singen                | Martin Rominger (RSV Tailfingen)      | Steffen Hain (RV Erlenbach)              | Matthias Letsch (RSV Tailfingen)           | Astrid Ruckaberle (RV W. im S.)          | Christine Sixt (RV P. M.)                    | Sandra Schlosser (RV Gärtringen)              |             |
| 2000 | Oberursel             | Martin Rominger (RSV Tailfingen)      | Matthias Letsch (RSV Tailfingen)         | Timo Himmel (RSV Tailfingen)               | Astrid Ruckaberle (RV W. im S.)          | Sandra Schlosser (RV Gärtringen)             | Simone Schlösser (RV K.)                      |             |
| 2001 | Moers                 | Martin Rominger (RSV Tailfingen)      | Steffen Hain (RV Erlenbach)              | Michael Kolbert (RV Rai-Breitenbach)       | Astrid Ruckaberle (RV W. im S.)          | Nicole Krautwurst (RV Großostheim)           | Karoline Brueckner (RSV Rimpar)               |             |
| 2002 | Denzlingen            | Martin Rominger (RSV Tailfingen)      | Robin Hartmann (RV Nufringen)            | Steffen Hain (RV Erlenbach)                | Silke Gaiser (RMSV Bad Schussenried)     | Astrid Ruckaberle (RV Weil im Schönbuch)     | Corinna Hein (RMSV Obersasbach)               |             |
| 2003 | Bürstadt              | Martin Rominger (RSV Tailfingen)      | Steffen Hain (RV Erlenbach)              | Robin Hartmann (RV Nufringen)              | Astrid Ruckaberle (RV Weil im Schönbuch) | Corinna Hein (RMSV Obersasbach)              | Nicole Krautwurst (RV Großostheim)            |             |
| 2004 | Glauchau              | David Schnabel (RV Niedernberg)       | Steffen Hain (RV Erlenbach)              | Rolf Weiler (RV Weil im Schönbuch)         | Corinna Hein (RMSV Obersasbach)          | Sandra Beck (RV Trillfingen)                 | Claudia Wieland (RV Öhringen)                 |             |
| 2005 | Bad S.                | David Schnabel (RV Niedernberg)       | Robin Hartmann (RV Nufringen)            | Florian Blab (RVI Ailingen)                | Claudia Wieland (RV Öhringen)            | Nicole Krautwurst (RV Großostheim)           | Corinna Hein (RMSV Obersasbach)               |             |
| 2006 | Mön.                  | Florian Blab (RVI Ailingen)           | Robin Hartmann (RV Nufringen)            | David Schnabel (RV Niedernberg)            | Claudia Wieland (RV Öhringen)            | Sandra Beck (RV Trillfingen)                 | Karoline Brückner (RSV Rimpar)                |             |
| 2007 | Elsenfeld             | Robin Hartmann (RV Nufringen)         | David Schnabel (RV Niedernberg)          | Michael Brugger (RVI Ailingen)             | Corinna Hein (SKV Mörfelden)             | Anja Scheu (RSV Tailfingen)                  | Sandra Beck (RV Trillfingen)                  |             |
| 2008 | Ludwigshafen am Rhein | David Schnabel (RV Soden)             | Simon Puls (Liemer RC)                   | Michael Brugger (RVI Ailingen)             | Sandra Beck (RV Trillfingen)             | Marion Kleinschwärzer (SV Burghausen)        | Corinna Hein (SKV Mörfelden)                  |             |
| 2009 | Herzogenrath          | Simon Puls (Liemer RC)                | Florian Blab (RVI Ailingen)              | Michael Brugger (RVI Ailingen)             | Corinna Hein (SKV Mörfelden)             | Marion Kleinschwärzer (SV Burghausen)        | Anja Scheu (RSV Ailingen)                     |             |
| 2010 | Hamburg               | David Schnabel (RV Adler Soden 1921)  | Florian Blab (RVI Immergrün Ailingen)    | Robin Hartmann (RV Schwabengruß Nufringen) | Corinna Hein (SKV Mörfelden)             | Marion Kleinschwärzer (SV Wacker Burghausen) | Anja Scheu (RSV 1902 Tailfingen)              |             |
| 2011 | Erfurt                | Florian Blab (RVI Immergrün Ailingen) | David Schnabel (RV Adler Soden 1921)     | Simon Puls (Liemer RC)                     | Corinna Hein (SKV Mörfelden)             | Sandra Beck (RV Trillfingen)                 | Lisa Hattemer (RSV Gau-Algesheim)             |             |
| 2012 | Moers                 | David Schnabel (RV Adler Soden 1921)  | Simon Puls (Liemer RC)                   | Michael Niedermeier (RKB Bruckmühl)        | Sandra Beck (RV Trillfingen)             | Corinna Hein (SKV Mörfelden)                 | Lisa Hattemer (RSV Gau-Algesheim)             |             |
| 2013 | Baunatal              | David Schnabel (RV Adler Soden 1921)  | Andreas Pfliegl (RKB Bruckmühl)          | Martin Fürsattel (RSV Fürth-Vach)          | Corinna Hein (SKV Mörfelden)             | Lisa Hattemer (RSV Gau-Algesheim)            | Viola Brand (RSV Unterweissach)               |             |
| 2014 | Denkendorf            | Michael Niedermeier (RKB Bruckmühl)   | Andreas Pfliegl (RKB Bruckmühl)          | Simon Puls (Liemer RC)                     | Lisa Hattemer (RSV Gau-Algesheim)        | Viola Brand (RSV Unterweissach)              | Milena Slupina (TSV Bernlohe)                 |             |
| 2015 | Lübbecke              | Simon Puls (Liemer RC)                | Michael Niedermeier (RKB Bruckmühl)      | Lukas Kohl (Concordia Kirchehrenbach)      | Corinna Hein (SKV Mörfelden)             | Viola Brand (RSV Unterweissach)              | Lisa Hattemer (RSV Gau-Algesheim)             |             |
| 2016 | Moers                 | Lukas Kohl (Concordia Kirchehrenbach) | Michael Niedermeier (RKB Bruckmühl)      | Martin Fürsattel (RSV Fürth-Vach)          | Milena Slupina (TSV Bernlohe)            | Lisa Hattemer (RSV Gau-Algesheim)            | Corinna Biethan (SKV Mörfelden)               |             |
| 2017 | Hamburg               | Lukas Kohl (Concordia Kirchehrenbach) | Moritz Herbst (RSV Wendlingen)           | Martin Fürsattel (RSV Fürth-Vach)          | Viola Brand (RSV Unterweissach)          | Maren Haase (RV Blitz Hoffnungsthal)         | Milena Slupina (TSV Bernlohe)                 |             |
| 2018 | Neresheim             | Lukas Kohl (Concordia Kirchehrenbach) | Marcel Jüngling (RRV Dornheim)           | Max Maute (RSV Tailfingen)                 | Milena Slupina (TSV Bernlohe)            | Viola Brand (RSV Unterweissach)              | Mattea Eckstein (SportKultur Stuttgart e. V.) |             |
| 2019 | Moers                 | Lukas Kohl (Concordia Kirchehrenbach) | Max Maute (RSV Tailfingen)               | Marcel Jüngling (RRV Dornheim)             | Milena Slupina (TSV Bernlohe)            | Viola Brand (RSV Unterweissach)              | Lara Füller (RKV Poppenweiler)                |             |

### Fahrerdetails
1. 1 2 3 4 5 6    - 23. Januar 1972 in Esslingen am Neckar Quelle: Andrea Barth im Munzinger-Archiv (Artikelanfang frei abrufbar)
2. ↑  dm-hallenradsport-2010.de (Memento des Originals vom 28. Oktober 2010 im Internet Archive)  Info: Der Archivlink wurde automatisch eingesetzt und noch nicht geprüft. Bitte prüfe Original- und Archivlink gemäß Anleitung und entferne dann diesen Hinweis.

## DDR
| Jahr | Gold Männer                               | Silber Männer                             | Bronze Männer                             | Gold Frauen                           | Silber Frauen                         | Bronze Frauen                      |
| ---- | ----------------------------------------- | ----------------------------------------- | ----------------------------------------- | ------------------------------------- | ------------------------------------- | ---------------------------------- |
| 1949 | A. Großmann (SG Oberlichtenau)            | …                                         | …                                         | …                                     | …                                     | …                                  |
| 1950 | A. Großmann (SG Oberlichtenau)            | …                                         | …                                         | F. Tennern (Stotternheim)             | …                                     | …                                  |
| 1951 | Rolf Zschoche (Motor Leipzig Südost)      | …                                         | …                                         | Knoll (Leipzig)                       | …                                     | …                                  |
| 1952 | Wolfgang Hebert (SG Oberoderwitz)         | Gerhard Kühnel (Fortschritt Leutersdorf)  | Ullrich (Motor Görlitz)                   | Klarissa Kunz (Lok West Leipzig)      | …                                     | Hildegard Linck (Einheit Schwerin) |
| 1953 | Wolfgang Hebert (SG Oberoderwitz)         | …                                         | …                                         | Hildegard Linck (Einheit Schwerin)    | Margarete Amsberg (Lok Aschersleben)  | Klarissa Kunz (Lok West Leipzig)   |
| 1954 | E. Zschoche (Motor Leipzig Südost)        | …                                         | …                                         | Ruth Schoppenhauer (Einheit Schwerin) | Hildegard Linck (Einheit Schwerin)    | …                                  |
| 1955 | W. Vogt (Motor Cunewalde)                 | …                                         | …                                         | Ruth Schoppenhauer (Einheit Schwerin) | …                                     | …                                  |
| 1956 | W. Vogt (Motor Cunewalde)                 | …                                         | …                                         | Ruth Schoppenhauer (Einheit Schwerin) | …                                     | …                                  |
| 1957 | Gerhard Blotny (SC Motor Karl-Marx-Stadt) | W. Vogt (Motor Cunewalde)                 | Seifert (Motor Görlitz)                   | R. Lösch (Einheit Werder)             | Ruth Schoppenhauer (Einheit Schwerin) | Klarissa Kunz (Lok West Leipzig)   |
| 1958 | Gerhard Blotny (SC Motor Karl-Marx-Stadt) | Wolfgang Hebert (Fortschritt Pirna)       | G. Bräuer (Motor Leipzig Südost)          | Rosemarie Präger (Einheit Werder)     | R. Lösch (SC Lok Leipzig)             | Klarissa Kunz (SC Lok Leipzig)     |
| 1959 | G. Bräuer (Motor Stötteritz)              | Wolfgang Hebert (Fortschritt Pirna)       | W. Vogt (Motor Cunewalde)                 | Rosemarie Präger (Einheit Werder)     | Erika Peter (Einheit Werder)          | Ursula Heinig (SC Lok Leipzig)     |
| 1960 | Wolfgang Hebert (Fortschritt Pirna)       | Gerhard Blotny (SC Motor Karl-Marx-Stadt) | Seifert (Motor Görlitz)                   | Rosemarie Präger (Einheit Werder)     | R. Lösch (SC Lok Leipzig)             | Ursula Heinig (SC Lok Leipzig)     |
| 1961 | Gerhard Blotny (SC Motor Karl-Marx-Stadt) | G. Bräuer (Motor Stötteritz)              | Wolfgang Hebert (Fortschritt Pirna)       | Rosemarie Präger (Einheit Werder)     | R. Lösch (SC Lok Leipzig)             | Sendner (Einheit Mutzschner)       |
| 1962 | Wolfgang Hebert (Fortschritt Pirna)       | Gerhard Blotny (SC Motor Karl-Marx-Stadt) | G. Bräuer (Post Leipzig)                  | R. Lösch (SC Lok Leipzig)             | Weiner (SC Lok Leipzig)               | Störzel (ASG Vorwärts Strausberg)  |
| 1963 | W. Hebert (Fortschritt Pirna)             | G. Bräuer (Post Leipzig)                  | Gerhard Blotny (SC Motor Karl-Marx-Stadt) | R. Lösch (SC Lok Leipzig)             | Thiele (Einheit Mutzschen)            | Krug (BVB Berlin)                  |
| 1964 | Gerhard Blotny (SC Motor Karl-Marx-Stadt) | G. Bräuer (Post Leipzig)                  | Seifert (Motor Görlitz)                   | A. Liebisch (SC Leipzig)              | Thiele (SC Leipzig)                   | Weiner (SC Leipzig)                |
| 1965 | Gerhard Blotny (SC Motor Karl-Marx-Stadt) | G. Bräuer (Post Leipzig)                  | Grüger (Traktor Lasso)                    | A. Liebisch (SC Leipzig)              | Thiele (SC Leipzig)                   | Burda (SC Leipzig)                 |
| 1966 | Gerhard Blotny (SC Motor Karl-Marx-Stadt) | G. Bräuer (Post Leipzig)                  | W. Finke (Traktor Großzschepa)            | A. Liebisch (Motor Halle)             | Krug (BVB Berlin)                     | A. Ihde (Einheit Schwerin)         |
| 1967 | Gerhard Blotny (SC Motor Karl-Marx-Stadt) | W. Finke (Traktor Großzschepa)            | Grüger (Traktor Lasso)                    | A. Liebisch (Motor Halle)             | Krug (BVB Berlin)                     | A. Ihde (Einheit Schwerin)         |
| 1968 | Gerhard Blotny (SC Motor Karl-Marx-Stadt) | W. Finke (Traktor Großzschepa)            | Grüger (Traktor Lasso)                    | A. Liebisch (Motor Halle)             | A. Ihde (Einheit Schwerin)            | Wulff (Einheit Schwerin)           |
| 1969 | Gerhard Blotny (SC Motor Karl-Marx-Stadt) | W. Finke (Traktor Großzschepa)            | Loocks (Motor Cunewald)                   | A. Ihde (Einheit Schwerin)            | A. Liebisch (Motor Halle)             | …                                  |
| 1970 | W. Finke (Traktor Großzschepa)            | Schmidt (Motor Stadtilm)                  | Gunter Sieber (Chemie Nerchau)            | A. Ihde (Einheit Schwerin)            | Goldschmidt (Chemie Nerchau)          | A. Liebisch (Motor Halle)          |
| 1971 | W. Finke (Traktor Großzschepa)            | Gunter Sieber (Chemie Nerchau)            | Manfred Reibestein (Chemie Nerchau)       | A. Ihde (Einheit Schwerin)            | A. Liebisch (Motor Halle)             | Goldschmidt (Chemie Nerchau)       |
| 1972 | Gunter Sieber (Chemie Nerchau)            | Manfred Reibestein (Chemie Nerchau)       | Bischoff (Motor Diamant Karl-Marx-Stadt)  | A. Ihde (Einheit Schwerin)            | Sigrid Goldschmidt (Chemie Nerchau)   | Karin Goldschmidt (Chemie Nerchau) |
| 1973 | Gunter Sieber (Chemie Nerchau)            | Manfred Reibestein (ASV Lindhardt)        | Bischoff (Motor Diamant Karl-Marx-Stadt)  | A. Ihde (Einheit Schwerin)            | A. Liebisch (Motor Halle)             | Goldschmidt (Chemie Nerchau)       |
| 1974 | Manfred Reibestein (Chemie Nerchau)       | Keller (Chemie Nerchau)                   | Gunter Sieber (Chemie Nerchau)            | Bülow (Einheit Schwerin)              | Goldschmidt (Chemie Nerchau)          | Hoffmann (Chemie Nerchau)          |
| 1975 | Gunter Sieber (Chemie Nerchau)            | Manfred Reibestein (ASV Lindhardt)        | Keller (Chemie Nerchau)                   | Hoffmann (Chemie Nerchau)             | Goldschmidt (Chemie Nerchau)          | Lauterbach (Einheit Mittelhausen)  |
| 1976 | Gunter Sieber (Chemie Nerchau)            | Manfred Reibestein (ASV Lindhardt)        | Keller (Chemie Nerchau)                   | Goldschmidt (Chemie Nerchau)          | Hoffmann (Chemie Nerchau)             | Bochert (Einheit Schwerin)         |
| 1977 | Gunter Sieber (Chemie Nerchau)            | Manfred Reibestein (ASV Lindhardt)        | Bischoff (Motor Diamant Karl-Marx-Stadt)  | Goldschmidt (Chemie Nerchau)          | Bötefür (Einheit Schwerin)            | Hoffmann (Chemie Nerchau)          |
| 1978 | Gunter Sieber (Chemie Nerchau)            | Manfred Reibestein (ASV Lindhardt)        | Bischoff (Motor Diamant Karl-Marx-Stadt)  | Goldschmidt (Chemie Nerchau)          | Hoffmann (Chemie Nerchau)             | Bötefür (Einheit Schwerin)         |
| 1979 | Bischoff (Motor Diamant Karl-Marx-Stadt)  | Gunter Sieber (Chemie Nerchau)            | Kühnert (Traktor Langenberg-Falken)       | Goldschmidt (Chemie Nerchau)          | Hoffmann (Chemie Nerchau)             | Bötefür (Einheit Schwerin)         |
| 1980 | Bischoff (Motor Diamant Karl-Marx-Stadt)  | Jürgen Eschke (Chemie Nerchau)            | Kühnert (Traktor Langenberg-Falken)       | Hoffmann (Chemie Nerchau)             | Hahn (SC Caputh)                      | Mewes (Chemie Nerchau)             |
| 1981 | Jürgen Eschke (Chemie Nerchau)            | Grüger (Chemie Nerchau)                   | Seyfert (Chemie Nerchau)                  | Hoffmann (Chemie Nerchau)             | Spalteholz (Chemie Nerchau)           | Kämmler (Einheit Mittelhausen)     |
| 1982 | Manfred Reibestein (Chemie Nerchau)       | Kühnert (Traktor Langenberg-Falken)       | Jürgen Eschke (Chemie Nerchau)            | Hoffmann (Chemie Nerchau)             | Bötefür (Einheit Schwerin)            | Spalteholz (Chemie Nerchau)        |
| 1983 | Manfred Reibestein (Chemie Nerchau)       | Jürgen Eschke (Chemie Nerchau)            | Kühnert (Traktor Langenberg-Falken)       | Kämmler (Einheit Mittelhausen)        | Spalteholz (Chemie Nerchau)           | Sandra Waldau (Fortschritt Berlin) |
| 1984 | Gunter Sieber (Chemie Nerchau)            | Manfred Reibestein (Chemie Nerchau)       | Jürgen Eschke (Chemie Nerchau)            | Sandra Waldau (Fortschritt Berlin)    | Spalteholz (Chemie Nerchau)           | Bötefür (Einheit Schwerin)         |
| 1985 | Gunter Sieber (Chemie Nerchau)            | Jürgen Eschke (Chemie Nerchau)            | Axel Peter (Chemie Nerchau)               | Bötefür (Einheit Schwerin)            | Sandra Waldau (Fortschritt Berlin)    | Janet Waldau (Fortschritt Berlin)  |
| 1986 | Gunter Sieber (Chemie Nerchau)            | Axel Peter (Chemie Nerchau)               | Jürgen Eschke (Chemie Nerchau)            | Bötefür (Einheit Schwerin)            | Sandra Waldau (Fortschritt Berlin)    | Klaudia Eißner (Chemie Nerchau)    |
| 1987 | Jürgen Eschke (Chemie Nerchau)            | Axel Peter (Chemie Nerchau)               | Jens Schnabel (Traktor Dennheritz)        | Bötefür (Einheit Schwerin)            | Sandra Waldau (Fortschritt Berlin)    | Janet Waldau (Fortschritt Berlin)  |
| 1988 | Jürgen Eschke (Chemie Nerchau)            | Axel Peter (Chemie Nerchau)               | Jens Schnabel (Traktor Dennheritz)        | Bötefür (Einheit Schwerin)            | Rößler (Lok Leipzig West)             | Janet Waldau (Fortschritt Berlin)  |
| 1989 | Axel Peter (Chemie Nerchau)               | Jürgen Eschke (Chemie Nerchau)            | Jens Schnabel (Traktor Dennheritz)        | Sandra Waldau (Fortschritt Berlin)    | Rößler (Lok Leipzig West)             | Janet Waldau (Fortschritt Berlin)  |
| 1990 | Jürgen Eschke (Chemie Nerchau)            | Axel Peter (Chemie Nerchau)               | Jens Schnabel (Traktor Dennheritz)        | Janet Waldau (Fortschritt Berlin)     | Klaudia Eißner (Chemie Nerchau)       | Anett Kreiß (Chemie Nerchau)       |